# Csesznák Benő
Kiszellői és nemesvarböki Csesznák Benő (Pusztamagyaród, 1845. augusztus 5. – Balatonföldvár, 1909. szeptember 27.) császári és királyi altábornagy.

## Családja és származása
A régi nemesi kiszellői és nemesvarböki Csesznák család sarja. Apja kiszellői és nemesvarböki Csesznák János (1810–1901), Zala vármegye másodalispánja, ügyvéd, táblabíró, főszolgabíró, földbirtokos, anyja, felsőeőri Fábián Teréz (1822–-1880) volt. Az apai nagyszülei kiszellői és nemesvarböki Csesznák József, táblabíró, földbirtokos, és Bogdán Terézia voltak. Az anyai nagyszülei szülei felsőőri Fábián István (1792–1848), táblabíró, zalaegerszegi ügyvéd, földbirtokos és nagyunyomi Sényi Terézia (1793–†?) voltak. Csesznák Benő testvérei: Sándor; Ilona; József és Ödön.

## Életpályája

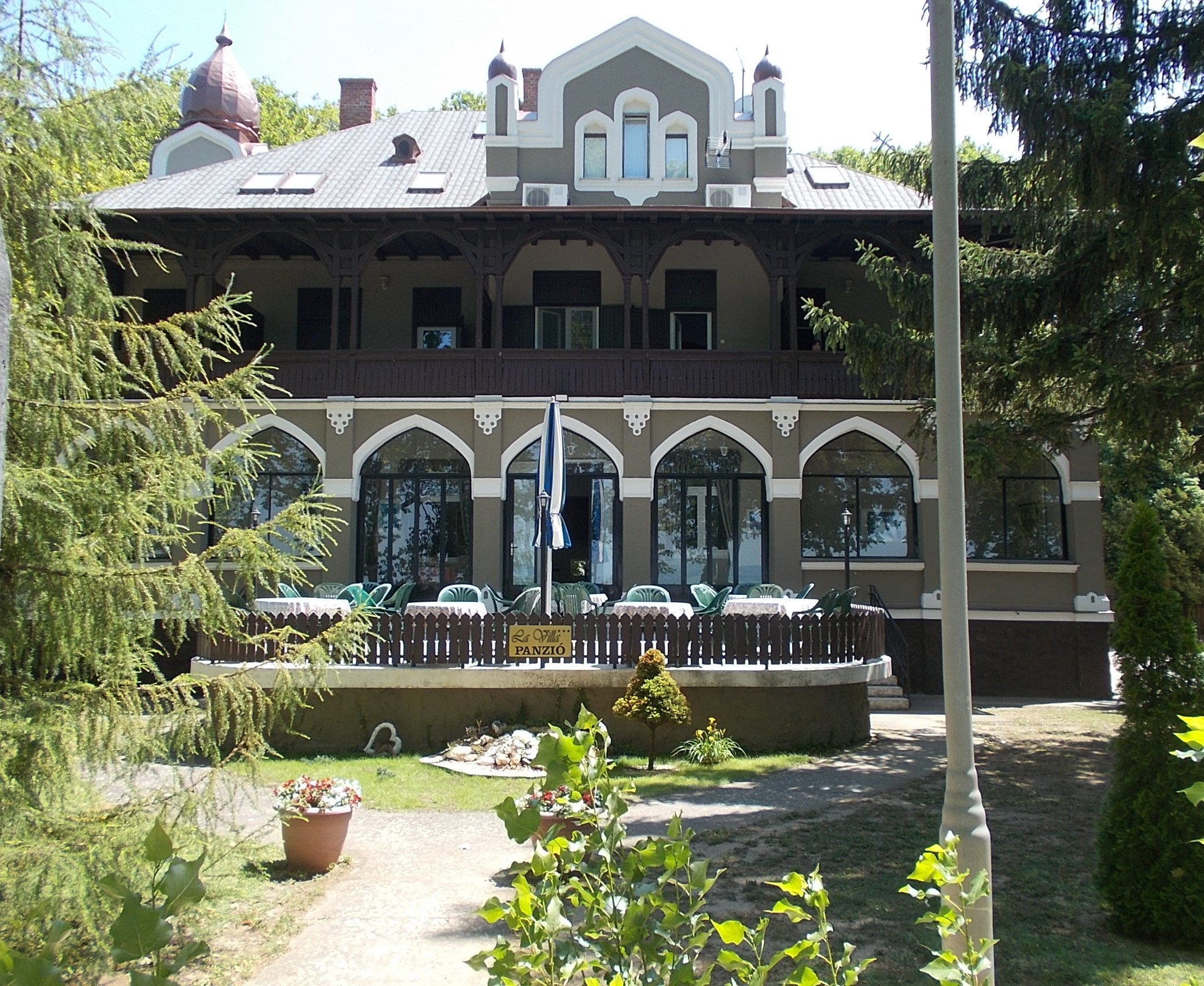
Csesznák Benő altábornagy egykori nyaralója Balatonföldváron

Csesznák Benő a Zala vármegyei Pusztamagyaródon született 1845. augusztus 5-én. Apja alispán és földbirtokos volt. Iskoláit Olomoucban, a császári- és királyi tüzérségi iskolaszázadnál végezte 1860-1862 között, katonai szolgálatba 1863-ban lépett, majd 1862-1870 között a szombathelyi főgimnáziumban folytatta, ahol 1870-ben tett érettségi vizsgát. 
1866-ban részt vett a porosz–osztrák–olasz háború itáliai hadszínterén, a június 24-én lezajlott custozzai csatában, ahol a császári-királyi hadsereg győzelmet aratott az olaszok felett
1870-ben a honvédséghez lépett át. 1873-ban tanár lett a Ludovika akadémián, ahol a katonai irodalom terén is működött. Majd segédtiszt volt a pozsonyi és kassai kerületnél, tanár a törzstiszti tanfolyamban, zászlóalj-parancsnok Nagy-Kanizsán; 1872.-ben a pesti központi tiszti-iskola növendéke volt, ahol kitűnő eredménnyel végzett. 1876-1877-ben a Magyar Királyi Honvéd Ludovika Akadémia felsőbb tiszti tanfolyamát végezte el jeles eredménnyel, majd 1877-1879-ben a császári és királyi Hadiiskola növendéke volt Bécsben.
1887-től kezdve a honvédelemügyi minisztérium IV. ügyosztályát vezette. Ügykörébe tartoztak a népfelkelést érintő összes ügyek. 1904-ben vonult nyugállományba.
Somogy vármegyében, Balatonföldváron hunyt el 1909. szeptember 27-én, sírja a budapesti Farkasréti temetőben található.

## Házassága és leszármazottjai
Csesznák Benő 1874-ben darásporpáczi Darázs Irma (*Porpác, 1848. április 18.–†Budapest, 1908. február 28.). akinek a szülei darásporpáczi Darázs Albert, földbirtokos, valamint niczkilaki és ondódi Laky Julianna voltak. Csesznák Benő és Darás Irma frigyéből egy fiú és négy lány gyermeke született.

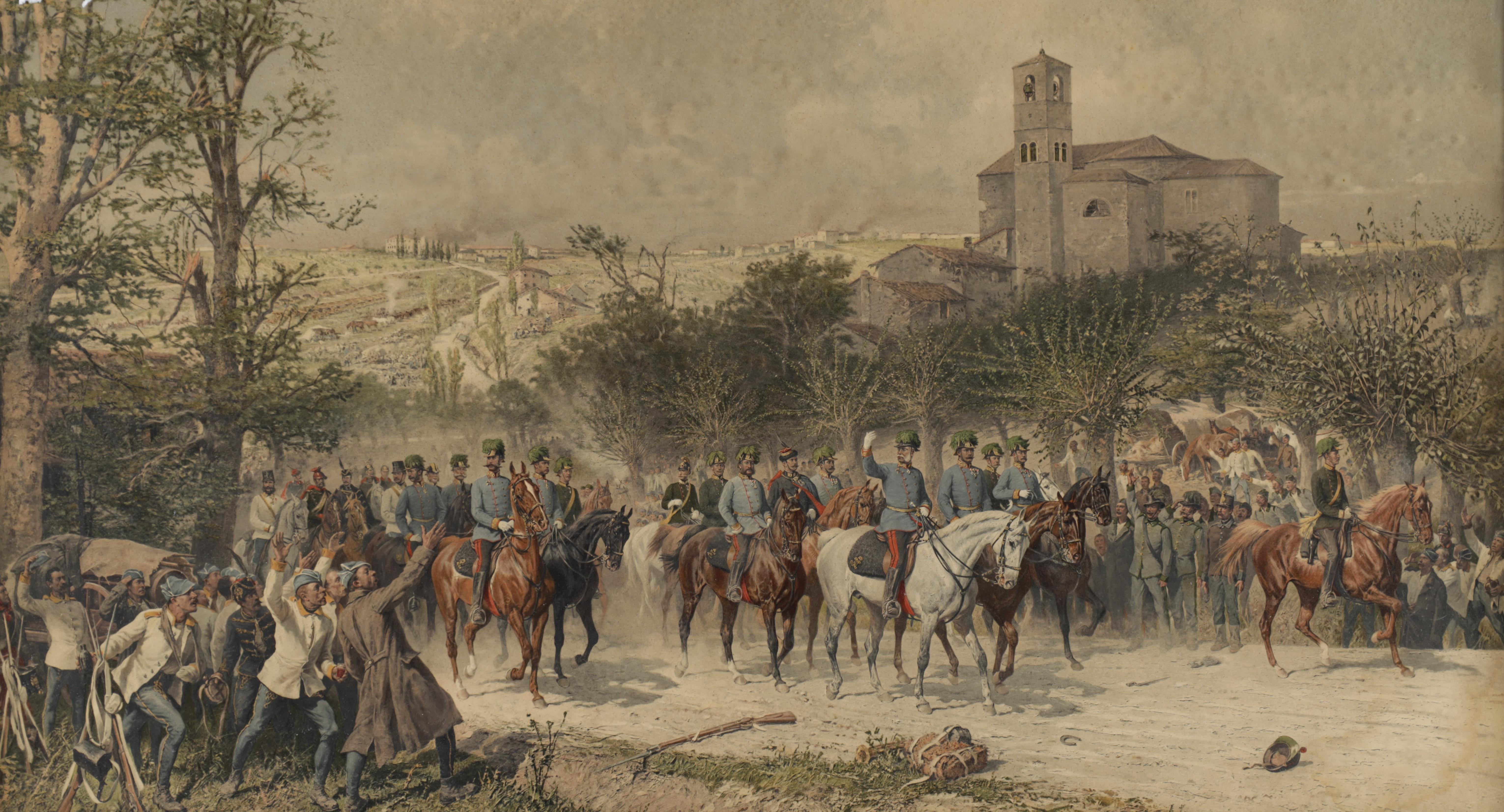
A Custozzai csata részlete

## Rendfokozatai
- Hadapród (1863. január 1.-től)
- II.-osztályú hadnagy (1866. február 1-től)
- I.- osztályú hadnagy (1871. május 1.-től)
- Magyar királyi honvéd főhadnagy (1871. 05. 01-től)
- Magyar királyi II. osztályú honvéd százados (1875. május 1.-től)
- Magyar királyi I. osztályú honvéd százados (1877. november 1.-től)
- Magyar királyi honvéd őrnagy (1883. 11. 01.-től)
- Magyar krályi honvéd alezredes (1888. 05. 01.-től)
- Magyar királyi honvéd ezredes (1890. 11. 01.-től)
- Császári és királyi vezérőrnagy (1896. 05. 01.-től)
- Császári és királyi altábornagy (1900. 11. 01.-től)

## Kitüntetései
- é. n.: Hadiérem;
- 1888: Katonai Tiszti Szolgálati Jel III. osztálya;
- 1892: Osztrák Császári Vaskorona Rend III. osztálya;
- 1898: Jubileumi Emlékérem a fegyveres erő számára;
- 1899: Katonai Érdemkereszt;
- 1902: Bronz Katonai Érdemérem piros szalagon;
- külföldi: 1901: Perzsa Nap és Oroszlán Rend I. osztálya

## Fontosabb írásai
A Ludovika Akadémia Közlönye című folyóiratban több tanulmánya
is megjelent: 
- Észleletek a tábori tüzérség leendő harczászatáról és a tábori lövegeknek legújabbkori fejlődéséről (1875.

évi IX–XII. és az 1876. évi I–II. szám);
- A m. kir. honvédségi Ludovika Akadémia tiszti tanfolyam hallgatóinak 1883. julius havában tartott gyakorlati utazása (1884. évi I. szám);
- Az Uchatius-féle hátultöltő aczélbronz tábori lövegrendszer (1876. évi IV. szám);
- Az Uchatius-ágyúk leírása és hatása a külföldi ágyúkkal összehasonlítva (1877. évi IV. szám).